# Jonas Brodin
Jonas Brodin (Karlstad, Suecia, 12 de julio de 1993), apodado Slippery Jimmy, Jimmy o Slim Jimmy, entre otros, es un jugador profesional sueco de hockey sobre hielo que se desempeña en la posición de defensor izquierdo en Minnesota Wild, equipo de la National Hockey League (NHL).

## Carrera
Fue seleccionado en la primera ronda en la NHL Entry Draft de 2011. En 2012 hizo su debut profesional con el equipo Minnesota Wild, donde lleva jugando doce temporadas.